# Dimitrie A. Sturdza
Dimitrie A. Sturdza (pe numele complet Dimitrie Alexandru Sturdza-Miclăușanu, n. 25 februarie 1833, Miclăușeni, județul Iași – d. 8 octombrie 1914, București) a fost un academician, om politic român și de 4 ori cel de-al optsprezecelea prim-ministru al României între anii 1895 - 1908. A fost, de asemenea, președintele Academiei Române, între anii 1882 și 1884.

## Viața
Născut în Familia Sturdza.
Educat la Academia Mihăileană, și-a continuat studiile în Germania, unde a luat parte la mișcările politice ale vremii. Ulterior, a devenit secretar particular al lui Alexandru Ioan Cuza. După aceea, s-a întors împotriva lui Cuza, fiind un lider al Coaliției Monstruoase, devenind membru în guvernul liberal al lui Ion Brătianu.
În 1892 a fost ales lider al partidului ca succesor al lui Dumitru Brătianu. În această calitate a fost ales de patru ori prim-ministru. Deși un om cu mare capacitate de muncă, era reprezentantul al celui mai strâmt naționalism și disprețuia tot ce era „străin”, făcând astfel foarte mult pentru a întârzia dezvoltarea politică și industrială a țării sale.
A fost numit secretar permanent al Academiei Române, devenind o autoritate recunoscută în numismatica românească. Ca secretar al academiei, a asistat publicarea colecțiilor de documente istorice făcute de Constantin Hurmuzachi (30 de volume, București, 1876 - 1897), precum și alte acte și documente în afară de pamflete politice minore.
Un cunoscut antisemit, acesta l-a exilat pe Moses Gaster, cu ajutorul premierului Ion C. Brătianu.
În 1907, în timpul ultimei guvernări a lui Dimitrie A. Sturdza, I.I.C. Brătianu, ministru de interne, și generalul Alexandru Averescu, ministru de război, au condus acțiunea de reprimare a țăranilor răsculați.
A murit într-un spital de boli mintale, fiind suferind și în perioada cât a fost prim-ministru.

## Galerie

Caricaturi de Nicolae S. Petrescu-Găină
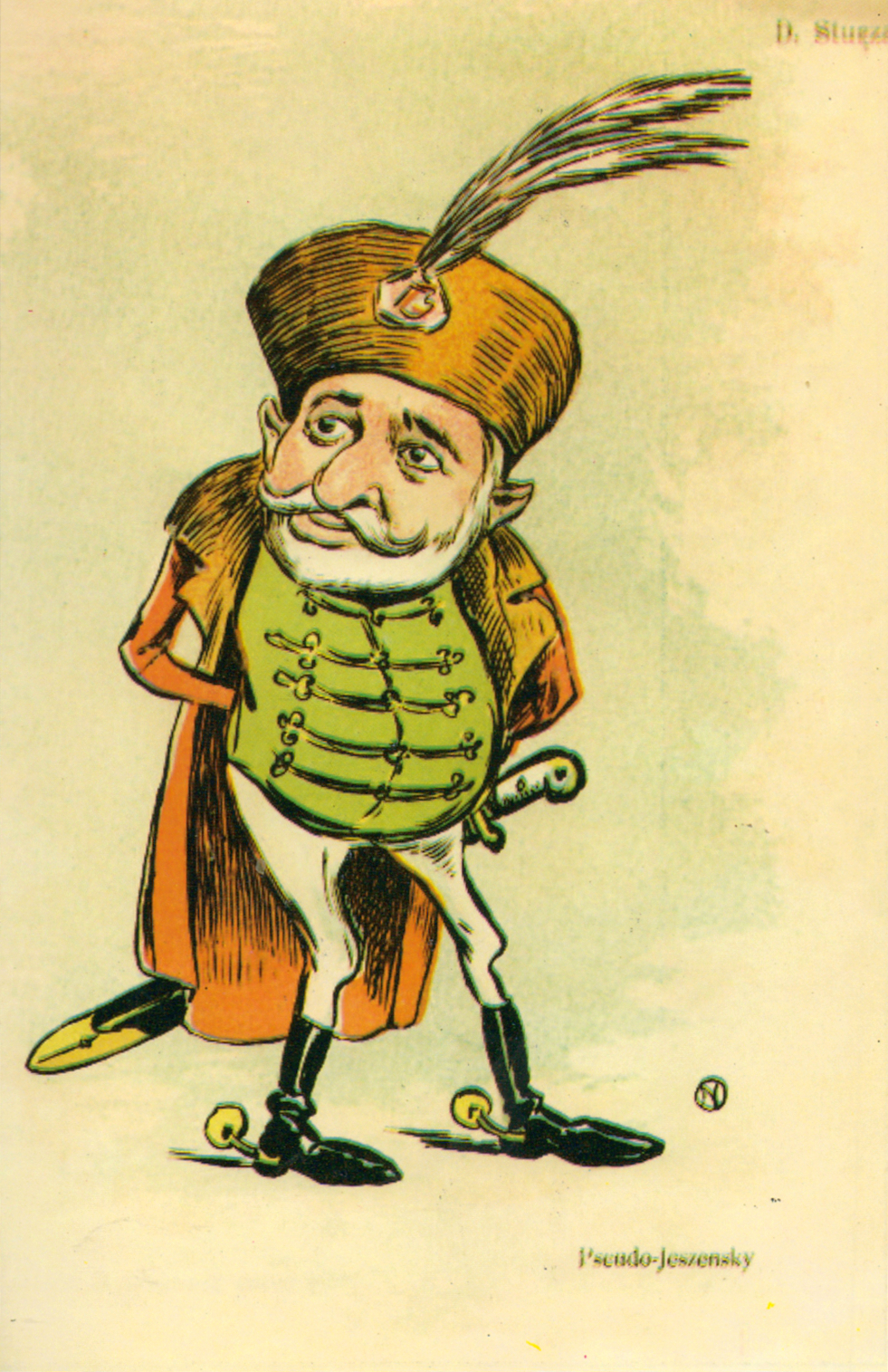
Dimitrie Sturdza
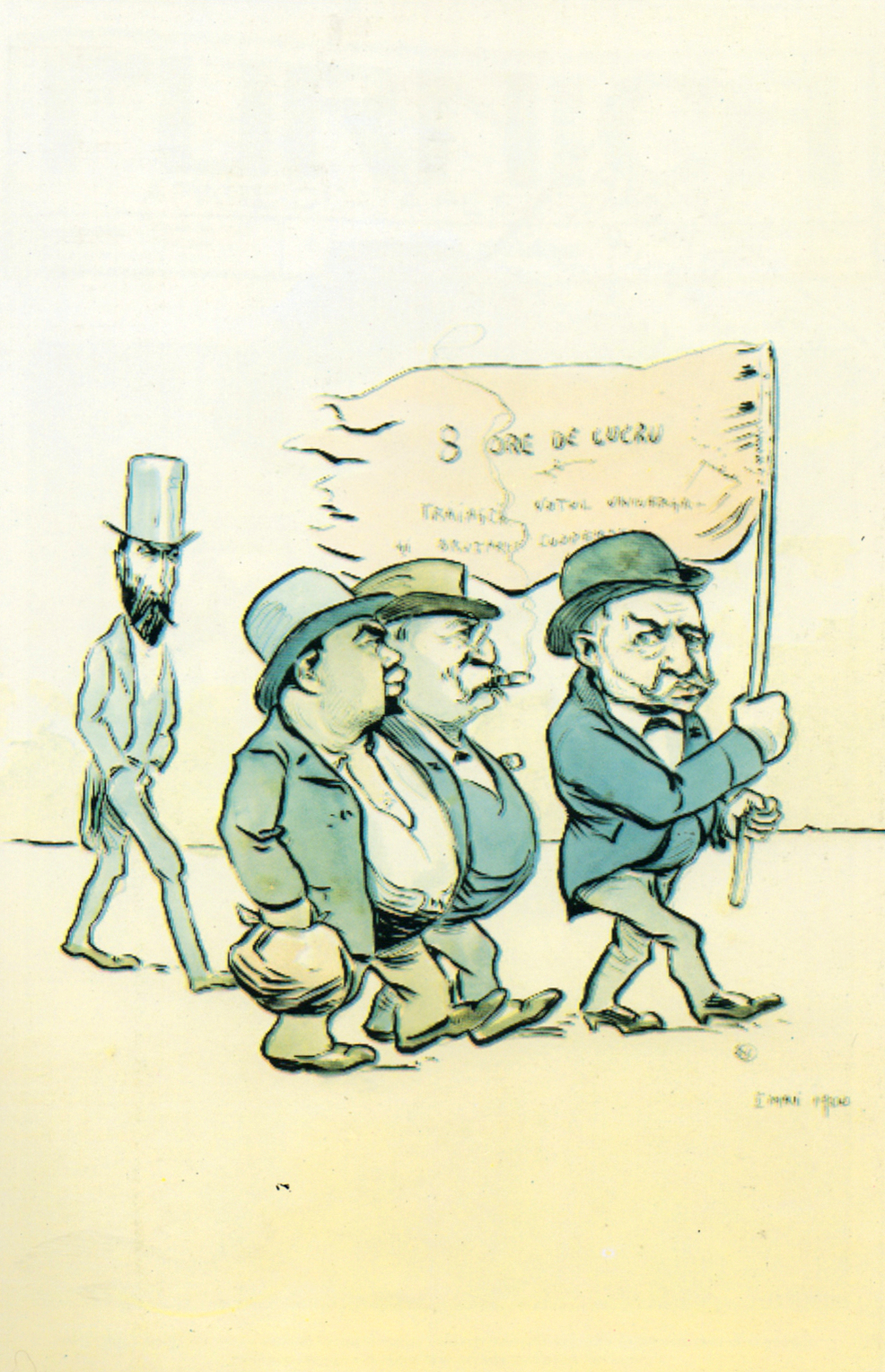
1 Mai 1900 - 8 ore de lucru
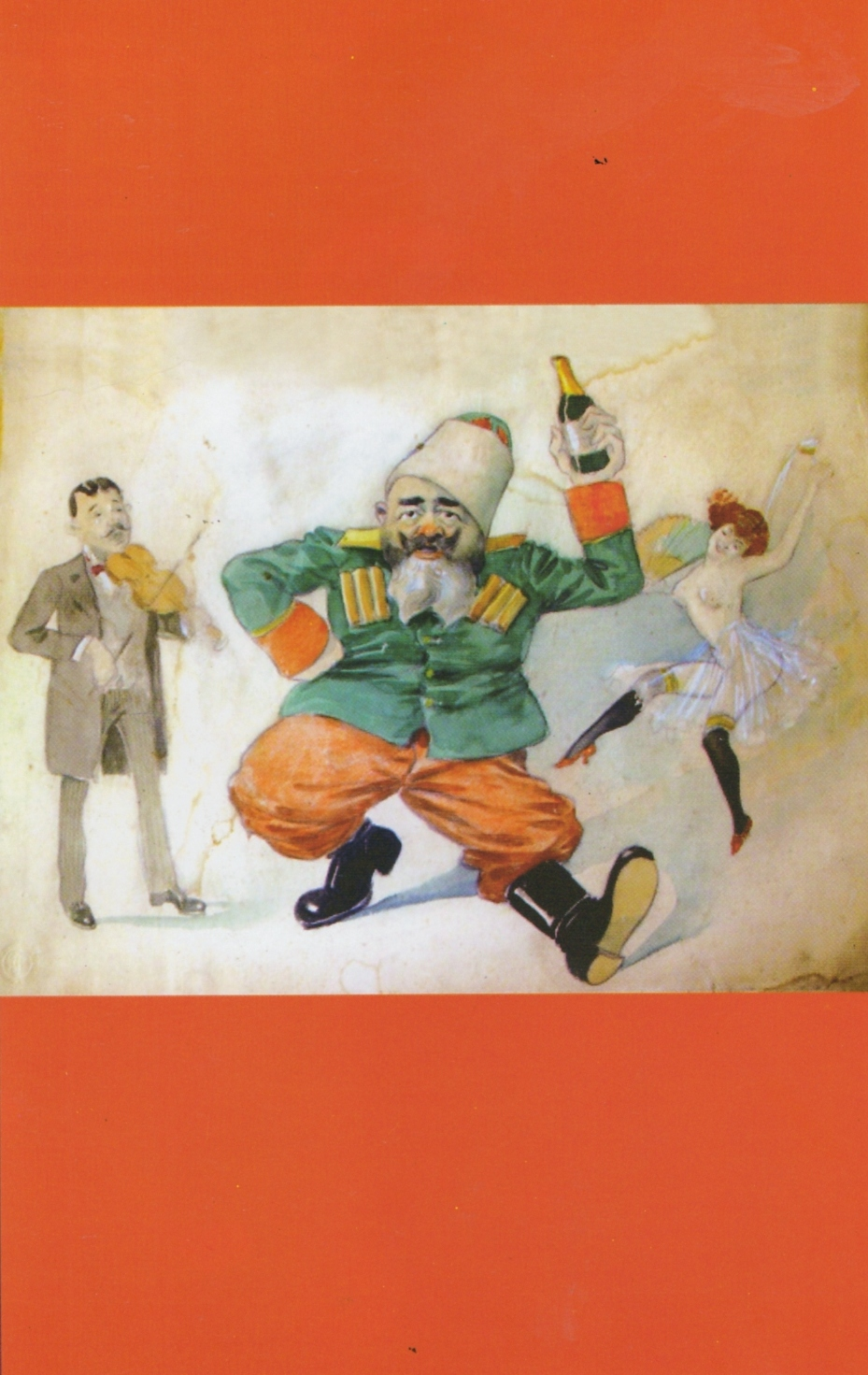
Cazacioc
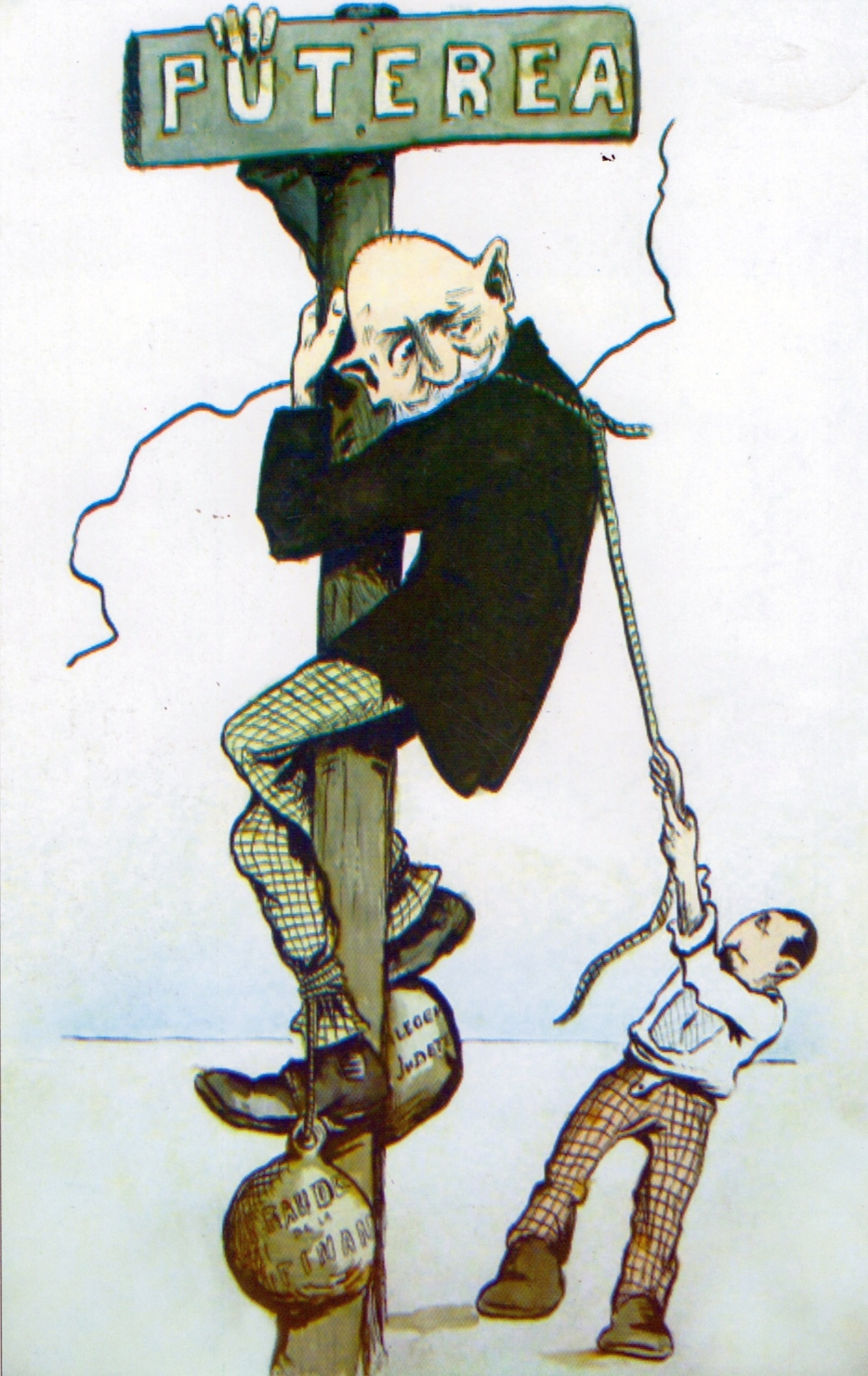
Puterea
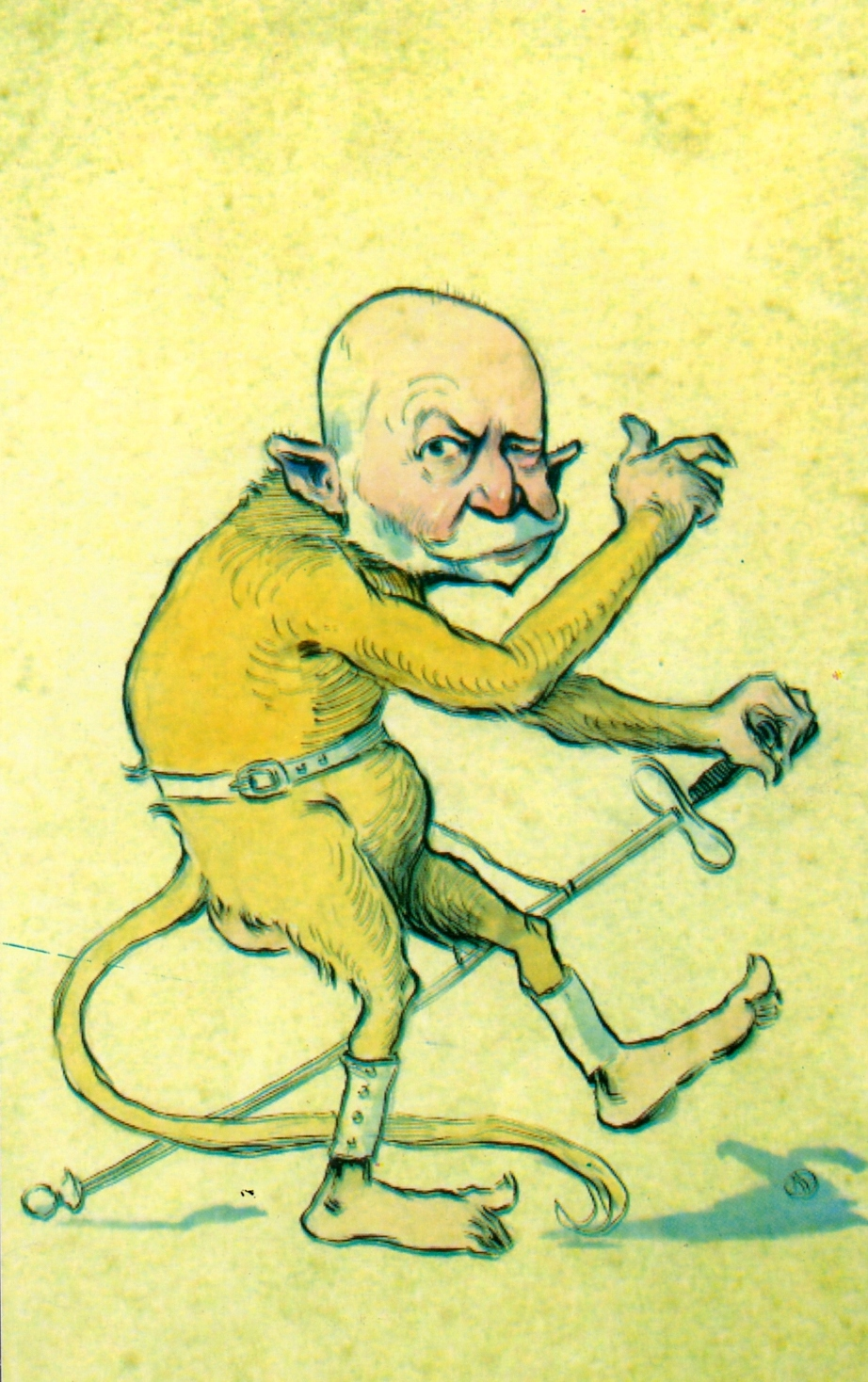
Sâc...
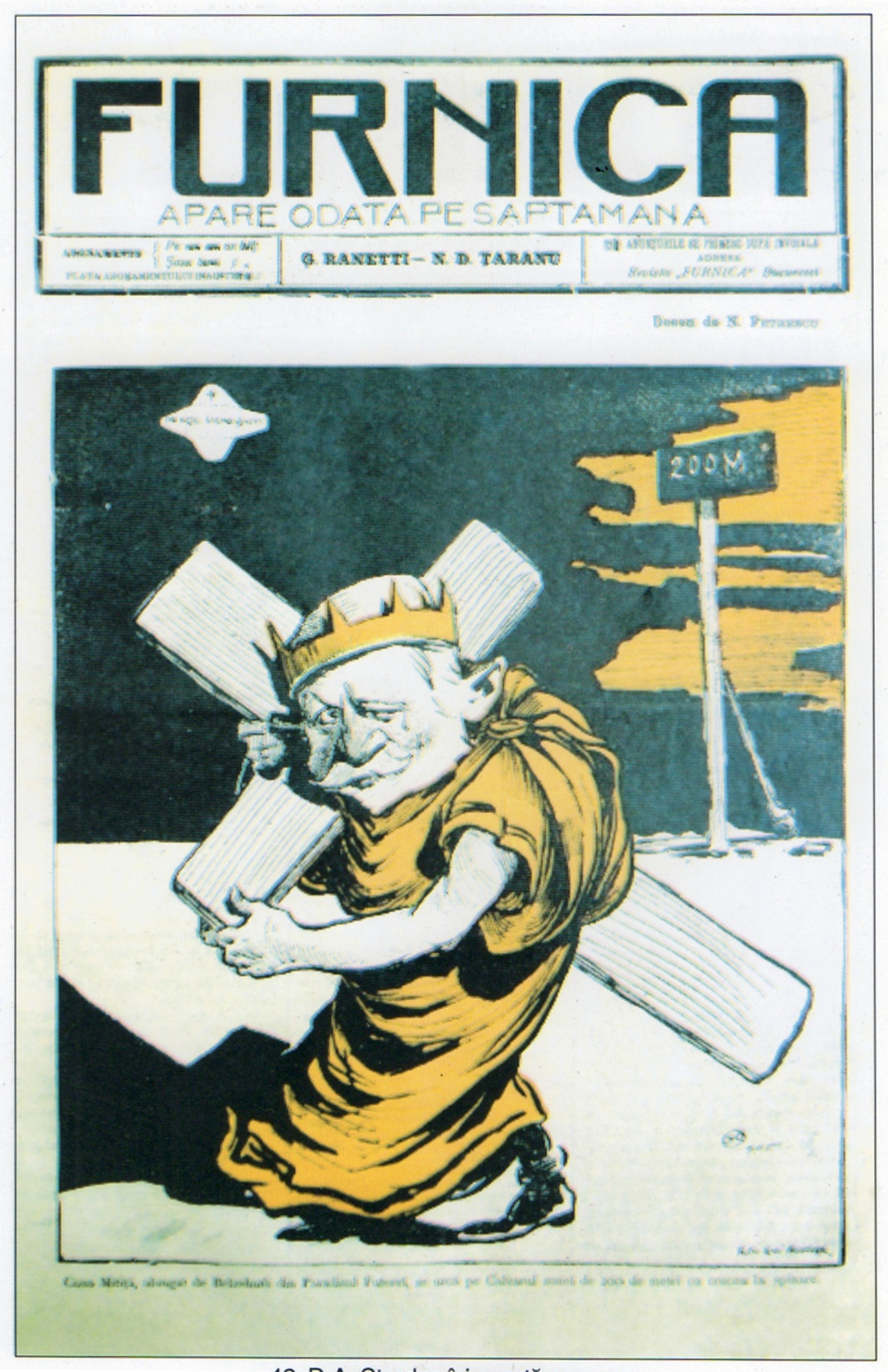
Alungat din paradisul puterii
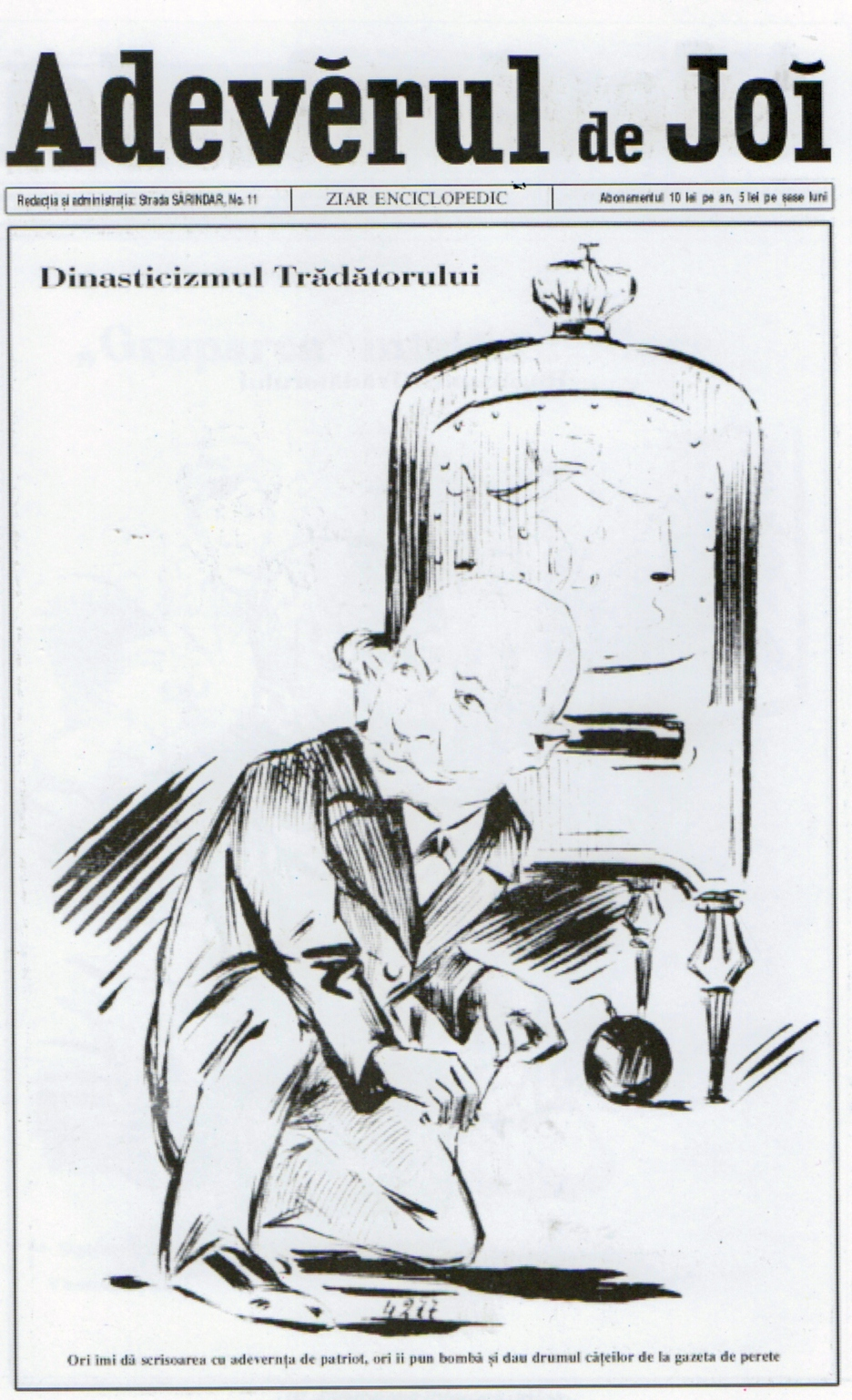
Dinasticismul tradatorului
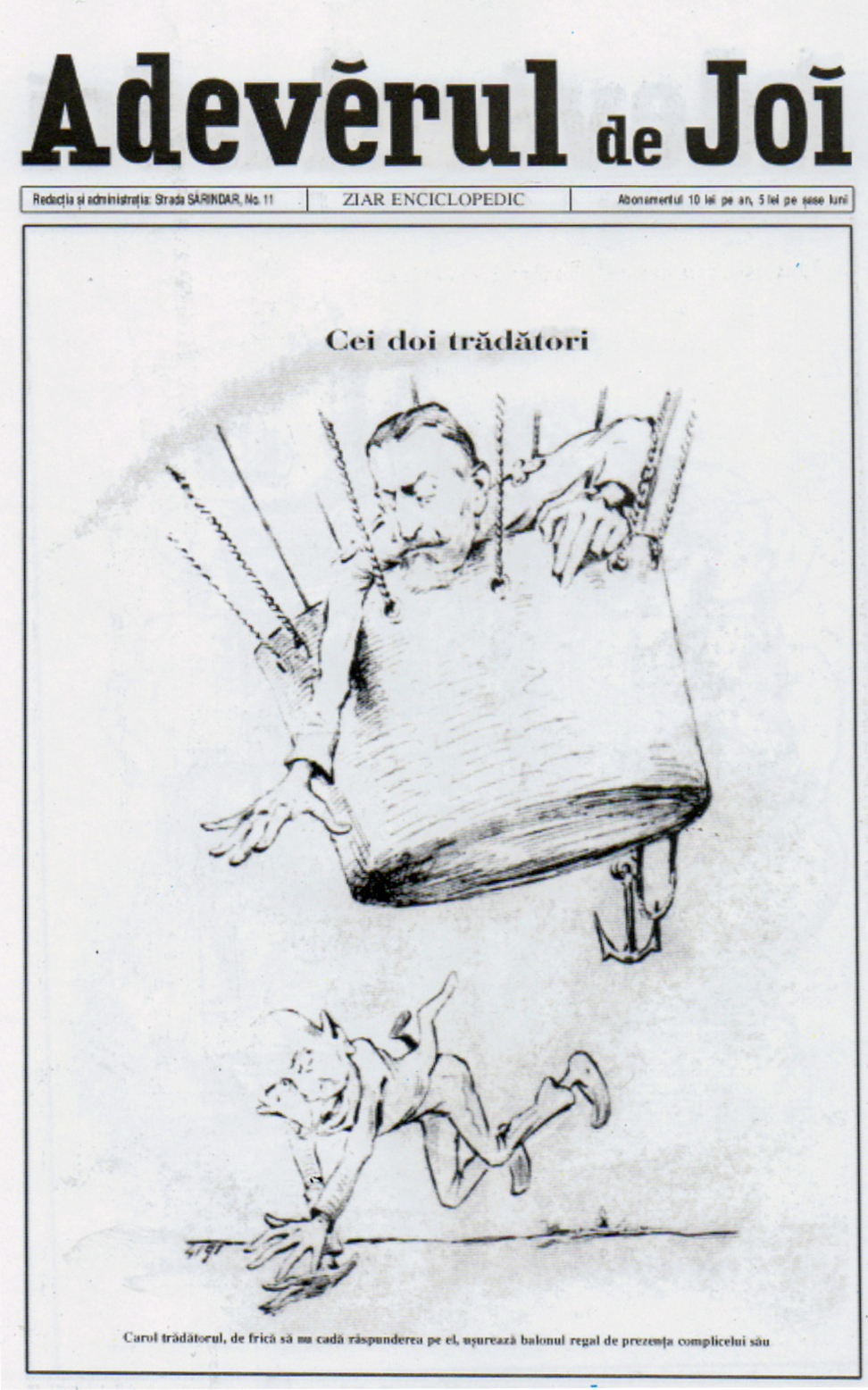
Cei doi trădători